# Дощова каналізація
Дощова́ каналіза́ція або зливова́ каналіз́ація — інженерна система, яка складається з дощоприймальних колодязів, дощоприймачів, дощоприймальних жолобів, труб, пісковловлювачів. Зливова каналізація призначена для збору та відведення води від атмосферних опадів та інших стічних вод. Облаштовується на проїзних частинах доріг, прибудинкових територіях, інколи приєднує воду з дахів будинків, тротуарів, майданчиків тощо.
Атмосферні опади, що стікають з дахів будівель, негативно впливають на фундамент споруд, сприяють розмиванню ґрунту біля будинку, створюють на прибудинковій території калюжі. Щоб вищеперелічених неприємностей уникнути, застосовують зливову каналізацію, яка відводить дощові і талі води з території приватних територій, дахів споруд і будівель. Ще однією важливою областю використання дощової каналізації є відведення вод з тротуарів і дорожніх покриттів, оскільки утворені калюжі ускладнюють пересування і руйнівно впливають на асфальтове покриття.
Вода із системи зливової каналізації відводиться або в придорожні канали, водойми, або в колектор без застосування додаткового очищення. Як виняток можна назвати дощову каналізацію промислових підприємств та інших об'єктів, де велика ймовірність забруднення стічних вод.

## Види
За способом відведення талої води розрізняють три типи дощової каналізації:
- відкритого типу — дощові води відводяться за допомогою відкритих каналів та лотків;
- закритого типу — дощова вода, яка стікає, збирається водогінними лотками, що входять в конструкцію доріг і тротуарів, і через особливі колодязі (дощоприймачі) надходять в мережу підземних трубопроводів, по якій вона сплавляється в найближчі тальвеги, природні водойми або очисні споруди;
- змішаного типу — в якій частина елементів відкритої мережі замінюється закритими підземними колодязями.

## Будова
Дощова каналізація складається з таких елементів:
- Жолоби,
- Канали,
- Лотки для транспортування води,
- Лотки для збору вод з поверхні,
- Трубопроводи,
- Очисні споруди.

Водоприймачі призначені для збору дощової і талої води. Вони встановлюються під жолобами, з яких сходить вода з дахів будинків, близько доріжок, майданчиків, тобто в тих місцях, де можна провести локальний збір води.
Але основою всієї системи все-таки є труби Зазвичай вони прокладаються від водоприймачів у бік встановленого збірного колодязя, а це, як показує практика, найнижче місце на ділянці. В даний час для прокладки використовуються різні труби: сталеві, пластикові, азбестові. Раніше навіть використовувалися керамічні труби. Але фахівці сьогодні перевагу віддають пластиковим аналогам. Вони менше схильні до впливу негативних факторів.
Колодязі можуть поставати як збірна конструкція із залізобетонних кілець, з цеглин або блоків, готовий варіант з пластикової ємності.

## Правила прокладення

Будівництво очисних споруд дощової каналізації

Будівництво колектору дощової каналізації діаметром 1200мм

Як правило, дощоприймач встановлюється в найнижчих місцях, а також під трубами водостічними, встановленими на будівлях. Дощоприймачі призначаються для точкового збору води з поверхні.
Пісковловлювачі розташовують на поверхневих каналах водовідведення з метою попередження попадання в каналізаційні труби сміття та піску, оскільки це може привести до засмічення всієї системи.
Труби каналізаційні прокладають в ґрунті на глибині, що перевищує глибину його промерзання. Труби з'єднують з системою поверхневих каналів, жолобів і дощоприймачів.
Колодязі оглядові призначаються для здійснення контролю роботи дощової каналізації, а також для її прочистки при виникненні такої необхідності.
Колектор являє собою загальну каналізаційну трубу, що відводить стічні води до ділянки системи, де води скидаються у водоймище.
В ході розрахунків дощової каналізації необхідно враховувати велику кількість різних параметрів:
- Кількість, інтенсивність опадів,
- Рельєф місцевості, де передбачається встановлення дощової каналізації,
- Площу водозбірних поверхонь (ділянок тротуарів і доріг, дахів будинків)
- Інші параметри.

## Визначення розрахункових витрат дощових вод
Дощі характеризуються інтенсивністю, довготривалістю та повторюваністю. Інтенсивність дощу ід (мм/хв.) по шару опадів обчислюють за формулою:
ід = h/t, де
h — шар опадів, що випали, мм;
t — час випадіння дощу, хв.
Якщо необхідно виразити інтенсивність дощу за об'ємом (л/с з га) через інтенсивність за шаром, перерахунок виконують за формулою:
q = ідx1000x1000/(1000x60) = 166,7 ід
Кількість опадів, що випали в різних районах країни, вимірюють на метеорологічних станціях за допомогою дощомірів, частіше самописних. На підставі розшифрування записів самописців визначають розрахункову інтенсивність дощу за період не менше 10 років. Спостереженнями встановлено, що дощі малої інтенсивності повторюються частіше, а дощі великої інтенсивності (зливи) — рідше.

## Порушення експлуатації
Порушення експлуатації дощової каналізації проявляється в вигляді незаконних фекальних врізок — вливання побутових відходів, які в нормі повинні скидуватись в побутову каналізацію, але таким чином недобросовісні підприємці роблять економію коштів. В великих містах такі врізки можуть виявлятись дігерами — волонтерами в дослідженні підземних комунікацій.
Порушення виявляються також в приватному секторі, де через відсутність мереж водовідведення та небажання належним чином облаштовувати вигрібну яму, деякі жителі приватних будинків просто врізають фекальну трубу в прокладені поруч мережі зливової каналізації. Пошкоджені таким чином стоки, по яких течуть фекалії разом з відходами, виходять безпосередньо в розташовані поруч водойми. Як правило, такі врізки можна виявити в абонентів водоканалу, які не підключають послугу водовідведення, при підключенні до водопостачання.